# Bibliothèque Carnegie (Maurice)
Pour les articles homonymes, voir Bibliothèque Carnegie (homonymie).
La bibliothèque Carnegie est une bibliothèque mauricienne située à Curepipe, deuxième ville en importance de l'île Maurice relevant du district des Plaines Wilhems. Elle est ouverte au public le 8 février 1920  Il s'agit de l'une des principales bibliothèques du pays.

## Historique
La bibliothèque est construite dans le style néoclassique anglais à côté de l'hôtel de ville en 1917 par les architectes Hall, Langlois et Genève, grâce à un don de la fondation Carnegie de New York. Son fonds est constitué à l'origine de la collection d'histoire de Maurice issue de la collection Rouillard, et surtout grâce à l'achat en 1920 de la bibliothèque considérable de Prosper d'Épinay acquise par la commission administrative de la ville après sa mort en 1919.